# Хешедаль, Райдер
Ра́йдер Хе́шедаль (англ. Ryder Hesjedal; род. 9 декабря 1980 в Виктории, Канада) — канадский профессиональный шоссейный велогонщик, бывший маунтинбайкер. Победитель веломногодневки Джиро д’Италия 2012.

## Карьера
Этнический норвежец Хешедаль подписал свой первый контракт в 2004 году с известной американской командой U.S. Postal. До этого он два года выступал за молодёжный состав другой известной команды — Rabobank. В 2005 году он дебютировал на Джиро д’Италия а качестве одного из помощников Паоло Савольделли, но гонку завершить не смог, сойдя на тринадцатом этапе. В этом же году он принял участие в гонках чемпионата мира.
2006 год канадец провел в команде Phonak, где лучшими результатами для него стали четвёртое место в общем зачёте Вуэльты Каталонии и семнадцатое на Критериум ду Дофине. Хешедаль принимал участие в Вуэльте, но завершить её не смог. После распада Phonak он оказался в команде Health Net-Maxxis, в составе которой выиграл первенство Канады в гонке с раздельным стартом.
В 2008 году Хешедаль перешёл в команду Garmin. Канадец принял участие в Джиро (60-е место), Тур де Франс (44-е место), а также в двух видах на Олимпийских играх в Пекине.
2009 год принес Хешедалю первую победу на супермногодневках — он выиграл 12-й этап испанской Вуэльты, а год спустя заявил о себе, как о талантливом многодневщике, заняв шестое место в итоговой классификации Тур де Франс.
Тур де Франс 2011 Хешедаль завершил на 18-й позиции, несколько рад вплотную подходил к победе на этапе, но не смог её добиться.
2012 год канадец начал не совсем удачно — лишь 76-е место на Вуэльте Каталонии и 17-е на Туре Страны басков. Тем не менее, он был включен в состав Garmin-Barracuda на Джиро. После седьмого этапа он стал лидером общего зачета, сохранив розовую майку на три дня, также благодаря удачной горной атаке он был лидером после 14-го этапа, но к последнему этапу он подошёл на второй позиции, уступая Хоакиму Родригесу 31 секунду. На последнем этапе — индивидуальной гонке с раздельным стартом Хешедаль смог отыграть это отставание, став первым канадцем, которому удалось одержать победу на Гранд Туре.

## Статистика выступлений на Гранд Турах
| Гранд Тур       | 2005 | 2006 | 2007 | 2008 | 2009 | 2010 | 2011 | 2012 | 2013 | 2014 | 2015 |
| --------------- | ---- | ---- | ---- | ---- | ---- | ---- | ---- | ---- | ---- | ---- | ---- |
| Джиро д’Италия  | Сход | —    | —    | 60   | —    | —    | —    | 1    | Сход | 9    | 5    |
| Тур де Франс    | —    | —    | —    | 46   | 46   | 5    | 17   | Сход | 70   | —    | 40   |
| Вуэльта Испании | —    | —    | Сход | —    | Сход | —    | —    | —    | —    | 24   | —    |